# Miroslav Erdinger
Miroslav Erdinger (* 29. května 1954, Česká Lípa, Československo) je farář Českobratrské církve evangelické, někdejší první předseda představenstva Diakonie ČCE, v jejíž Dozorčí radě posléze působil jako místopředseda, a bývalý ředitel střediska Diakonie ČCE, Domova odpočinku ve stáří v Krabčicích (od roku 1991). Je členem profesních organizací, lektorem v oblasti práce se seniory a konzultantem v problematice poskytování sociálních služeb.

## Studium
Po ukončení základní školní docházky rok studoval gymnázium, poté se vyučil provozním elektromontérem a maturitou ukončil studium silnoproudé elektrotechniky na elektrotechnické průmyslové škole v Liberci. V letech 1976 až 1981 studoval teologii na Evangelické teologické fakultě v Praze a studium ukončil státní závěrečnou zkouškou. Ordinován jako kazatel Českobratrské církve evangelické byl 15. listopadu 1981. Od roku 1993 dálkově studoval na Filozofické fakultě Univerzity Karlovy v Praze obor sociální práce. Toto studium ukončil v roce 1998. Během let 1991 až 2004 pobýval na tříměsíčních stážích v Německu či Anglii.

## Farářské působení
- 1981 až 1991 – Rovečné na Českomoravské vrchovině
- 1991 až 2002 – Krabčice
- 2004 až 2016 – Praha 8 – Kobylisy (kostel U Jákobova žebříku)[2]
- od září 2016 – Mělník